# NGC 583
NGC 583 је спирална галаксија у сазвежђу Кит која се налази на NGC листи објеката дубоког неба.
Деклинација објекта је - 18° 20' 22" а ректасцензија 1h 29m 44,1s. Привидна величина (магнитуда) објекта NGC 583 износи 14,2 а фотографска магнитуда 15,2. NGC 583 је још познат и под ознакама ESO 542-20, MCG -3-4-77, NPM1G -18.0065, PGC 5576.